# La Rivière-de-Corps
La Rivière-de-Corps é uma comuna francesa na região administrativa de Grande Leste, no departamento de Aube. Estende-se por uma área de 7,26 km². Em 2010 a comuna tinha 3 565 habitantes (densidade: 491 hab./km²).